# Петрова, Ирина Сергеевна
Ири́на Серге́евна Петро́ва (род. 25 мая 1985) — российская легкоатлетка (спортивная ходьба); бронзовый призёр Кубка Мира 2006 года по спортивной ходьбе. Мастер спорта России международного класса.

## Биография
Серебряный призёр зимнего чемпионата России по спортивной ходьбе 2006 года. В 2006 году снялась с чемпионата Европы в Гётеборге из-за обострения апендицита. По окончании сезона завершила спортивную карьеру.
В 2008 году Ирина окончила Санкт-Петербургское училище олимпийского резерва № 1, а в 2009 году — Санкт-Петербургский государственный университет сервиса и экономики.
В настоящее время работает тренером-преподавателем школы-интерната № 357 «Олимпийские надежды» (Санкт-Петербург). Ирина Сергеевна подготовила:
- победителя первенства России в беге на 1500 метров,
- призёров первенства России по спортивной ходьбе на 5000 метров,
- победителей и призёров Санкт-Петербурга по спортивной ходьбе и бегу[4].

Среди её воспитанников — 3 мастера спорта России, 7 кандидатов в мастера спорта, победители и призёры первенств России и Санкт-Петербурга.

### Достижения
| Год  | Соревнования                                    | Место проведения    | Место | Дисциплина | Результат |
| ---- | ----------------------------------------------- | ------------------- | ----- | ---------- | --------- |
| 2003 | Кубок Европы по спортивной ходьбе среди юниоров | Чебоксары, Россия   | 1     | 10 000 м   | 46:54,0   |
| 2003 | Чемпионат Европы среди юниоров                  | Тампере, Финляндия  | 1     | 10 000 м   | 47:12,77  |
| 2004 | Чемпионат мира среди юниоров                    | Гроссето, Италия    | 1     | 10 000 м   | 45:50,39  |
| 2005 | Чемпионат Европы среди молодёжи                 | Эрфурт, Германия    | 1     | 20 км      | 1:33:24   |
| 2006 | Кубок мира по спортивной ходьбе                 | Ла-Корунья, Испания | 3     | 20 км      | 1:27:46   |